# Melaenornis annamarulae
Melaenornis annamarulae là một loài chim trong họ Muscicapidae.